# 于蘭齋
巴彦岱（？—？），汉名于兰斋，蒙古族，卓索图盟喀喇沁右翼旗（今内蒙古自治区喀喇沁旗）人。中华民国大陆时期内蒙古政治人物。

## 生平
1925年10月，于兰斋参加了内蒙古人民革命党第一次代表大会，和同样来自喀喇沁右旗的金永昌、李丹山（李凤岗）等人一同当选为该党中央执行委员。1927年8月，内蒙古人民革命党乌兰巴托特别会议在共产国际代表阿木嘎耶夫主持下召开，会议撤销了白云梯、郭道甫的中央委员长及秘书长职务，撤销了追随白云梯的金永昌、李丹山、于兰斋等的中央常委、执委职务，将内蒙古人民革命党置于共产国际的直接领导之下。会后，白云梯、金永昌、李丹山、于兰斋等在蒙古人民革命党中央主席丹巴道尔吉的保护下归国。1927年9月，白云梯、于兰斋等人来到银川后，当即封锁了乌兰巴托特别会议的决议，以内蒙古人民革命党中央的名义发表了《内蒙古宣言》，通电全中国声明反苏（反共产国际）反共，拥护蒋介石的南京国民政府。
不久，白云梯赴南京，以“统一党权”之名义将内蒙古人民革命党改为中国国民党内蒙党部，将其领导下的内蒙古人民革命党的组织全部解散，加入中国国民党。随后，以白云梯为首的原内蒙古人民革命党中央的部分人士在北京成立了中国国民党内蒙古党务指导委员会，成员有乐景涛、金永昌、包悦卿、李丹山、伊德钦、于兰斋等。
1928年6月，白云梯手下的于兰斋、李丹山等人以中国国民党中央党部、国民政府特派员的身份，接收了北洋政府蒙藏院及北平蒙藏学校。贡桑诺尔布自此失去了蒙藏院总裁的权力。
1933年农历十月一日，日本驻北平的特务机关长松室孝良和驻多伦的松井大佐在多伦召开了蒙古王公会议，邀请内蒙古锡林郭勒盟、察哈尔盟的王公及总管与会。德穆楚克栋鲁普因为正在百灵庙主持第二次自治会议，故未与会，仅派代表札兰阿乐腾格尔勒参加。与会人员还有索诺木喇布坦的代表胡图里管旗章京、驻张家口办事处处长宝道新、乌珠穆沁左旗的多布丹公；锡林郭勒盟其他各旗的与会者多为管旗章京、梅勒等，而各盟盟长及各旗札萨克未与会；察哈尔保安长官卓特巴札普派一名副官为代表；东部盟旗与会者有满洲国的多伦警备司令官李守信、兴安西省警备军代理司令官乌古廷；此外还有联络人员金永昌、于兰斋、吴尧臣等人。会上，日本方面企图以“满蒙联合”诱使西部各盟旗王公投归满洲国，但未能成功。
1935年9月，德穆楚克栋鲁普在乌珠穆沁右旗会见了日本关东军参谋副长坂垣征四郎，德穆楚克栋鲁普提出了东西蒙合并成立蒙古国的设想，但会谈未能谈出结果。此后，关东军特务人员中岛万藏、中泽大喜、金永昌、于兰斋等常赴百灵庙蒙政会，陶克陶同他们共同进行特务活动。
1936年2月1日，在德穆楚克栋鲁普的推动下，察哈尔盟公署成立典礼在张北举行。从张北返回苏尼特旗后，德穆楚克栋鲁普自百灵庙蒙政会调来陈绍武（超克巴图尔）、丁我愚（赛吉尔胡）、赵文儒（玛哈希力）、张秉智（乌勒吉图）、白景畲（札拉噶木吉）和原来就在苏尼特旗的陶克陶、金永昌、于兰斋、补英达赖、郭尔卓尔札布等干部，筹备成立蒙古军总司令部。1936年2月10日（农历正月十八日），德穆楚克栋鲁普在苏尼特旗的王府举行“蒙古军总司令部”成立仪式。此后，于兰斋被任命为蒙古军总司令部军务部（李守信任部长）第三课课长。1936年4月24日，在乌珠穆沁右旗召开第一次蒙古大会，李守信、吴鹤龄、金永昌、于兰斋、陶克陶等人作为蒙古军总司令部的军政领导人参加大会。1936年5月12日，蒙古军政府成立典礼举行。于兰斋出任蒙古军政府交通署长。
1939年蒙疆联合自治政府成立。此后，于兰斋出任经济监督署署长。